# Köyceğiz (district)
Köyceğiz is een Turks district in de provincie Muğla en telt 32.395 inwoners (2007). Het district heeft een oppervlakte van 1.655,13 km². Hoofdplaats is Köyceğiz
De bevolkingsontwikkeling van het district is weergegeven in onderstaande tabel.
| 1997   | 2000   | 2007   |
| ------ | ------ | ------ |
| 28.694 | 29.196 | 32.395 |

Bodrum · Dalaman · Datça · Fethiye · Kavaklıdere · Köyceğiz · Marmaris · Milas · Muğla · Ortaca · Ula · Yatağan